# Campylorhynchus griseus
Campylorhynchus griseus là một loài chim trong họ Họ Tiêu liêu.
Loài chim này được tìm thấy ở Colombia, Venezuela, Guyana, và viễn bắc Brazil.